# 305-мм гаубица образца 1939 года (Бр-18)
305-мм гаубица образца 1939 года (Бр-18, Индекс ГАУ - 52-Г-725) — советская гаубица особой мощности. Разработана фирмой «Шкода» (Чехословакия), конструкторская документация которой была передана Германией Советскому Союзу в 1939 году после подписания пакта Риббентропа-Молотова. Главный конструктор — И. И. Иванов. Имеет одинаковый  лафет с Бр-17.

## Характеристики и свойства боеприпасов
Масса снаряда — 330 кг.
Дальность стрельбы — 16,58 км.

## Боевое применение
В 1940 году на заводе № 221 в Сталинграде выпустили 3 гаубицы, после чего их отправили в Ленинград, где они и встретили войну. Применялись при обороне Ленинграда в 1941-1944 годах. 